# Флекс
Флекс (брзи генератор лексичког анализатора) је слободна верзија Lex-а. Обично се користи са слободним Bison генератором. Flex настао око 1987. године и првобитно је написан у C-у, а његов аутор је Vern Paxson.
Опис flex-а дат је у упутству за његово коришћење:
" је програмска алатка за генерисање скенера (читача): програма који препознају лексичке шаблоне у тексту. Flex чита дату улазну датотеку или стандардни улаз, уколико име улазне датотеке није задато, ради описа читача који ће да генерише. Описи су у облику регуларних израза и C кода, и зову се правила. Flex генерише као излаз С датотеку, , која позива функцију . Ова С датотека је компајлирана и повезана (линкована) са  датотеком да би било могуће извршавање програма. Када се покрене програм, он анализира дати улаз тражећи онај део улаза који одговара датом регуларном изразу. Када нађе тај део улаза, онда се извршава одговарајући део C кода..."
Лексички читач који одговара C++ је flex++, и он је део flex пакета. Flex++ је доступан на јуникс системима базирани на бесплатној GNU лиценци. Он је такође доступан и нејуниксовским системима.
Flex заправо служи за читање знакова и прављење одговарајућих токена користећи детерминистички коначни аутомат (ДКА). ДКА је теоретска машина која прихвата регуларне изразе. 

## Пример лексичког анализатора
Ово је пример читача (написаног у C-у) за програмски језик PL/0.
Симболи који се препознају су: '+', '-', '*', '/', '=', '(', ')', ',', ';', '.', ':=', '<', '<=', '<>', '>', '>=';
бројеви: 0-9 {0-9}; идентификатори:  {0-9} и кључне речи: "", "", "", "", "", "", "", "", "", "", "".
Спољашње променљиве које се користе:
```
FILE
 
*
source
 
/* изворна датотека */

int
 
cur_line
,
 
cur_col
,
 
err_line
,
 
err_col
 
/* за извештавање о грешци */

int
 
num
 
/* овде се уписује последњи прочитани број */

char
 
id
[]
 
/* Овде се уписује последњи прочитани идентификатор */

Hashtab
 
*
keywords
 
/* листа кључних речи */

```

Спољашње функције које се позивају:
```
error
(
const
 
char
 
msg
[])
 
/* Извештава о грешци */

Hashtab
 
*
create_htab
(
int
 
estimate
)
 
/* Креира претраживачку табелу */

int
 
enter_htab
(
Hashtab
 
*
ht
,
 
char
 
name
[],
 
void
 
*
data
)
 
/* Додаје променљиву претраживачкој табели */

Entry
 
*
find_htab
(
Hashtab
 
*
ht
,
 
char
 
*
s
)
 
/* Проналази променљиву у претраживачкој табели */

void
 
*
get_htab_data
(
Entry
 
*
entry
)
 
/* Враћа податак из претраживачке табеле */

FILE
 
*
fopen
(
char
 
fn
[],
 
char
 
mode
[])
 
/* Отвара датотеку за читање */

fgetc
(
FILE
 
*
stream
)
 
/* Чита следећи знак из тока */

ungetc
(
int
 
ch
,
 
FILE
 
*
stream
)
 
/* Враћа натраг прочитани знак у ток */

isdigit
(
int
 
ch
),
 
isalpha
(
int
 
ch
),
 
isalnum
(
int
 
ch
)
 
/* Класификација знакова */

```

Спољашњи типови:
```
Symbol
 
/* Набројиви тип свих симбола у PL/0 језику */

Hashtab
 
/* Репрезентује претраживачку табелу */

Entry
 
/* Репрезентује променљиву у претраживачкој табели */

```

Читач се покреће позивањем , прослеђујући име улазне датотеке. Ако је улазна датотека успешно отворена, поново се позива  и враћа успешно прочитан симбол из улазне датотеке.
Срце читача, , би требало да буде једноставно. Прво се прескачу белине. Онда се пронађени симболи класификују. Ако симбол представља више знакова, онда је потребно извршити додатне операције. Бројеви се конвертују задату форму, а за идентификаторе се проверава да ли одговарају некој кључној речи.
```
int
 
read_ch
(
void
)
 
{

  
int
 
ch
 
=
 
fgetc
(
source
);

  
cur_col
++
;

  
if
 
(
ch
 
==
 
'\n'
)
 
{

    
cur_line
++
;

    
cur_col
 
=
 
0
;

  
}

  
return
 
ch
;

}

void
 
put_back
(
int
 
ch
)
 
{

  
ungetc
(
ch
,
 
source
);

  
cur_col
--
;

  
if
 
(
ch
 
==
 
'\n'
)
 
cur_line
--
;

}

Symbol
 
getsym
(
void
)
 
{

  
int
 
ch
;

  
while
 
((
ch
 
=
 
read_ch
)
 
!=
 
EOF
 
&&
 
ch
 
<=
 
' '
)

    
;

  
err_line
 
=
 
cur_line
;

  
err_col
  
=
 
cur_col
;

  
switch
 
(
ch
)
 
{

    
case
 
EOF
:
 
return
 
eof
;

    
case
 
'+'
:
 
return
 
plus
;

    
case
 
'-'
:
 
return
 
minus
;

    
case
 
'*'
:
 
return
 
puta
;

    
case
 
'/'
:
 
return
 
podeljeno
;

    
case
 
'='
:
 
return
 
jednako
;

    
case
 
'('
:
 
return
 
ozagrada
;

    
case
 
')'
:
 
return
 
zzagrada
;

    
case
 
','
:
 
return
 
zarez
;

    
case
 
';'
:
 
return
 
tacka_zarez
;

    
case
 
'.'
:
 
return
 
tacka
;

    
case
 
':'
:

      
ch
 
=
 
read_ch
;

      
return
 
(
ch
 
==
 
'='
)
 
?
 
becomes
 
:
 
nul
;

    
case
 
'<'
:

      
ch
 
=
 
read_ch
;

      
if
 
(
ch
 
==
 
'>'
)
 
return
 
nije_jednako
;

      
if
 
(
ch
 
==
 
'='
)
 
return
 
manje_jednako
;

      
put_back
(
ch
);

      
return
 
manje
;

    
case
 
'>'
:

      
ch
 
=
 
read_ch
;

      
if
 
(
ch
 
==
 
'='
)
 
return
 
vece_jednako
;

      
put_back
(
ch
);

      
return
 
vece
;

    
default
:

      
if
 
(
isdigit
(
ch
))
 
{

        
num
 
=
 
0
;

        
do
 
{
  
/* ne proverava se prekoracenje! */

          
num
 
=
 
10
 
*
 
num
 
+
 
ch
 
-
 
'0'
;

          
ch
 
=
 
read_ch
;

        
}
 
while
 
(
 
ch
 
!=
 
EOF
 
&&
 
isdigit
(
ch
));

        
put_back
(
ch
);

        
return
 
broj
;

      
}

      
if
 
(
isalpha
(
ch
))
 
{

        
Entry
 
*
entry
;

        
id_len
 
=
 
0
;

        
do
 
{

          
if
 
(
id_len
 
<
 
MAX_ID
)
 
{

            
id
[
id_len
]
 
=
 
(
char
)
ch
;

            
id_len
++
;

          
}

          
ch
 
=
 
read_ch
;

        
}
 
while
 
(
 
ch
 
!=
 
EOF
 
&&
 
isalnum
(
ch
));

        
id
[
id_len
]
 
=
 
'\0'
;

        
put_back
(
ch
);

        
entry
 
=
 
find_htab
(
keywords
,
 
id
);

        
return
 
entry
 
?
 
(
Symbol
)
get_htab_data
(
entry
)
 
:
 
ident
;

      
}

      
error
(
"getsym: neodgovarajuci karakter '%c'"
,
 
ch
);

      
return
 
nul
;

  
}

}

int
 
init_scan
(
const
 
char
 
fn
[])
 
{

  
if
 
((
source
 
=
 
fopen
(
fn
,
 
"r"
))
 
==
 
NULL
)
 
return
 
0
;

  
cur_line
 
=
 
1
;

  
cur_col
 
=
 
0
;

  
keywords
 
=
 
create_htab
(
11
);

  
enter_htab
(
keywords
,
 
"begin"
,
 
beginsym
);

  
enter_htab
(
keywords
,
 
"call"
,
 
callsym
);

  
enter_htab
(
keywords
,
 
"const"
,
 
constsym
);

  
enter_htab
(
keywords
,
 
"do"
,
 
dosym
);

  
enter_htab
(
keywords
,
 
"end"
,
 
endsym
);

  
enter_htab
(
keywords
,
 
"if"
,
 
ifsym
);

  
enter_htab
(
keywords
,
 
"odd"
,
 
oddsym
);

  
enter_htab
(
keywords
,
 
"procedure"
,
 
procsym
);

  
enter_htab
(
keywords
,
 
"then"
,
 
thensym
);

  
enter_htab
(
keywords
,
 
"var"
,
 
varsym
);

  
enter_htab
(
keywords
,
 
"while"
,
 
whilesym
);

  
return
 
1
;

}

```

Одговарајући код на flex-у за генерисање читача за исти језик:
```
%{
#include "y.tab.h"
%}

cifra [0-9]
slovo [a-zA-Z]

%%
"+" { return PLUS; }
"-" { return MINUS; }
"*" { return PUTA; }
"/" { return PODELJENO; }
"(" { return OZAGRADA; }
")" { return ZZAGRADA; }
";" { return TACKA_ZAREZ; }
"," { return ZAREZ; }
"." { return TACKA; }
":=" { return JE; }
"=" { return JEDNAKO; }
"<>" { return NIJE_JEDNAKO; }
"<" { return MANJE; }
">" { return VECE; }
"<=" { return MANJE_JEDNAKO; }
">=" { return VECE_JEDNAKO; }
"begin" { return BEGINSYM; }
"call" { return CALLSYM; }
"const" { return CONSTSYM; }
"do" { return DOSYM; }
"end" { return ENDSYM; }
"if" { return IFSYM; }
"odd" { return ODDSYM; }
"procedure" { return PROCSYM; }
"then" { return THENSYM; }
"var" { return VARSYM; }
"while" { return WHILESYM; }
{letter}({letter}|{digit})* {
                       yylval.id = (char *)strdup(yytext);
                       return IDENTIFIKATOR;      }
{digit}+ { yylval.num = atoi(yytext);
                       return BROJ;     }
[ \t\n\r] /* preskoci beline */
. { printf("Unknown character [%c]\n",yytext[0]);
                       return NEPOZNATO;    }
%%

int yywrap(void){return 1;}

```

50 линија кода на flex-у представља око 100 линија ручно писаног кода.